# Breve (teken)
Een breve (Latijn brevis: kort) is het diakritisch teken ˘, dat een korte klinker weergeeft, in tegenstelling tot de macron ¯, die juist staat voor een lange klinker. Op deze wijze wordt de breve gebruikt in woordenboeken van het Latijn en sommige andere alfabetische schriften. De breve moet niet worden verward met de caron of haček: dat teken heeft een scherpe punt, terwijl de breve rond is. Vergelijk Ǎ ǎ (caron) met Ă ă (breve).
In het cyrillische schrift wordt de breve gebruikt voor de Й. In het Wit-Russisch komt de breve zowel voor in de Ў als de Ŭ. Ў werd ook gebruikt in het Oezbeeks tijdens de Sovjet-Unie. In het Tsjoevasjisch wordt de breve gebruikt voor de cyrillische letters Ӑ en Ӗ.
In andere talen wordt het teken gebruikt met een ander doel. In het Roemeens wordt het gebruikt voor de klinker sjwa (ə), zoals in măr (appel). In het Esperanto kan de breve worden gebruikt boven de U om een niet-syllabische U te vormen, vergelijkbaar met de W in het Engels. De ğ wordt gebruikt in het Azerbeidzjaans, Tataars en Turks als bindklinker tussen twee lettergrepen en verlengt de voorgaande klinker maar wordt zelf niet uitgesproken.
Net als de circumflex en de haček wordt de breve gebruikt in het Vietnamees om een extra klinker weer te geven.
Het teken dat in pinyin de derde toon van het Mandarijn aangeeft, is de haček, niet de breve.

## Breves in Unicode en HTML
Unicode en HTML-codes voor letters met een breve:
| Naam                           | Letter | Unicode       | HTML-code       |        |
| Latijn                         | Latijn | Latijn        | Latijn          | Latijn |
| ------------------------------ | ------ | ------------- | --------------- | ------ |
| A-breve                        | Ă ă    | U+0102 U+0103 | &#258; &#259;   |        |
| E-breve                        | Ĕ ĕ    | U+0114 U+0115 | &#276; &#277;   |        |
| I-breve                        | Ĭ ĭ    | U+012C U+012D | &#300; &#301;   |        |
| O-breve                        | Ŏ ŏ    | U+014E U+014F | &#334; &#335;   |        |
| U-breve                        | Ŭ ŭ    | U+016C U+016D | &#364; &#365;   |        |
| Azerbeidzjaans, Tataars, Turks |        |               |                 |        |
| G-breve                        | Ğ ğ    | U+011E U+011F | &#286; &#287;   |        |
| Vietnamees                     |        |               |                 |        |
| A-Sắc-breve                    | Ắ ắ    | U+1EAE U+1EAF | &#7854; &#7855; |        |
| A-Huyền-breve                  | Ằ ằ    | U+1EB0 U+1EB1 | &#7856; &#7857; |        |
| A-Hỏi-breve                    | Ẳ ẳ    | U+1EB2 U+1EB3 | &#7858; &#7859; |        |
| A-Ngã-breve                    | Ẵ ẵ    | U+1EB4 U+1EB5 | &#7860; &#7861; |        |
| A-Nặng-breve                   | Ặ ặ    | U+1EB6 U+1EB7 | &#7862; &#7863; |        |
| Cyrillisch                     |        |               |                 |        |
| A-breve                        | Ӑ ӑ    | U+04D0 U+04D1 | &#1232; &#1233; |        |
| Ye-breve                       | Ӗ ӗ    | U+04D6 U+04D7 | &#1238; &#1239; |        |
| Zje-breve                      | Ӂ ӂ    | U+04C1 U+04C2 | &#1217; &#1218; |        |
| Korte I                        | Й й    | U+0419 U+0439 | &#1049; &#1081; |        |
| Korte U                        | Ў ў    | U+040E U+045E | &#1038; &#1118; |        |